# Тимофіївка (Голованівський район)
Тимофі́ївка — село в Україні, у Надлацькій сільській громаді Голованівського району Кіровоградської області. Населення становить 510 осіб. Орган місцевого самоврядування — Надлацька сільська рада.

## Географія
У селі бере початок Балка Вошива.

## Історія
У 1754–1759 й 1761–1764 роках Добрянка входила до складу Новослобідського козацького полку.
1859 року у власницькому селі Тимофіївка (Пікоріцина) Єлисаветградського повіту Херсонської губернії, мешкало 338 осіб (170 чоловічої статі та 168 — жіночої), налічувалось 48 дворових господарств.
Станом на 1886 рік у колишньому власницькому селі Тимофіївка Надлацької волості мешкало 492 особи, налічувалось 90 дворових господарства, існувала православна церква.
За даними 1894 року у селі Тимофіївка (Длугоборського) мешкало 470 осіб (239 чоловічої статі та 231 — жіночої), налічувалось 116 дворових господарств, існували православна церква, церковно-парафіяльна школа, лавка.
За переписом 1897 року кількість мешканців зросла до 550 осіб (270 чоловічої статі та 280 — жіночої), з яких 540 — православної віри.

## Населення
Згідно з переписом УРСР 1989 року чисельність наявного населення села становила 535 осіб, з яких 226 чоловіків та 309 жінок.
За переписом населення України 2001 року в селі мешкало 509 осіб.

### Мова
Розподіл населення за рідною мовою за даними перепису 2001 року:
| Мова       | Відсоток |
| ---------- | -------- |
| українська | 90,39 %  |
| молдовська | 6,27 %   |
| білоруська | 2,55 %   |
| російська  | 0,39 %   |
| інші       | 0,40 %   |